# Pont New River Gorge
El pont de New River Gorge és un pont d'arc d'acer de 924 m de llargada sobre la Gorja del riu New a prop de Fayetteville, a l'estat de Virgínia de l'Oest, a les muntanyes Apalatxes de l'est dels Estats Units. Amb un arc de 1.188 m de longitud (518 m) va ser el pont d'arc d'una sola extensió més llarg del món durant 26 anys. L'any 2016 era el quart pont més llarg del món.
A la Ruta 19 dels Estats Units, va ser la darrere baula del Corredor L del Sistema de les Carreteres de Desenvolupament dels Apalatxes (Appalachian Development Highway System). En mitjana uns 16.200 vehicles passen al pont cada dia. La calçada del pont del New River Gorge és a 267 m sobre el New River, el que en fa el pont un dels ponts de vehicles més alts del món; actualment és el tercer més alt dels Estats Units.
L'alçada del pont ha atret amants dels risc des dels primers anys. Ara és la peça central del Bridge Day (dia del pont) anual, durant el qual centenars de persones, amb l'equipament adequat, poden pujar o saltar del pont.
L'any 2005 l'estructura va obtenir una atenció addicional quan la Moneda nord-americana va emetre per a l'estat de Virgínia de l'Oest monedes de quart de dòlar amb el pont a la cara. El 2013, el pont es va inscriure al Registre nacional de llocs històrics.